# Nimawar-Schule
Die Nimawar-Schule (persisch مدرسه نیماور [mædɾɛsɛ jɛ nimɑvæɾ]) oder Nimaward-Schule ist eine historische Schule in Isfahan, Iran. Diese große Schule liegt im Nimawar-Basar. Die Schule stammt aus der Safawiden-Ära. Gemäß den Inschriften wurde die Schule im Jahre 1691 in der Ära Safi II. erbaut.